# Berka vor dem Hainich
Berka vor dem Hainich é um município da Alemanha, situado no distrito de Wartburg, no estado da Turíngia. Tem 14,91 km² de área, e sua população em 2019 foi estimada em 735 habitantes.